# Ванеян, Серёжа Саркисович
Серге́й Сарки́сович Ванея́н (15 сентября 1930, Норадуз, Армянская ССР — 21 декабря 2018) — российский учёный в области орошения в овощеводстве и бахчеводстве, доктор сельскохозяйственных наук (1997), профессор, заслуженный деятель науки РФ (2006).

## Биография
Родился в селе Норадуз Нор-Баязетского района Армянской ССР. С 8-летнего возраста рос без отца.
После окончания гидротехнического факультета Ереванского политехнического института (1952) направлен в Среднюю Азию, где занимался подготовкой специалистов.
В 1955—1958 годах обучался в аспирантуре ВНИИГиМ, занимался теорией механизированного способа поверхностного полива, совершенствованием дождевальных машин ДДА-100М. В 1962 году защитил кандидатскую диссертацию: «Вопросы техники механизированного поверхностного полива по бороздам и напуском».
С 1963 года работал во ВНИИ овощеводства (ВНИИО) в должностях от младшего научного сотрудника до заведующего лабораторией (до 2011) и главного научного сотрудника.
Доктор сельскохозяйственных наук (1997), тема диссертации: «Технологические основы повышения эффективности орошения и гидроподкормки овощных и бахчевых культур в различных почвенно-климатических зонах России».
Разработал методику определения водного режима овощных и бахчевых культур при разных способах полива.
Опубликовал 165 научных работ, получил 11 авторских свидетельств и патентов на изобретение.
Заслуженный деятель науки РФ (2006). Изобретатель СССР. Награждён медалями ВДНХ.
Умер 21 декабря 2018 года. Похоронен в Армении.
Сыновья: Ванеян Степан Серёжьевич (род. 27.10.1964), доктор искусствоведения; Ванеян Виктор Серёжьевич (род. 23.04.1967).

## Публикации
- Пойменное овощеводство / В. А. Борисов, С. С. Ванеян, Н. Ф. Ермаков, С. С. Егоров. — М.: Росагропромиздат, 1991. — 222,[1] с. : ил.; 22 см; ISBN 5-260-00289-X (В пер.)